# Johannes Munnickhuysen
Johannes Willemsz. Munnickhuysen, o van Munnickhuysen (1654 o 1655 – 1701 - 1721), è stato un incisore e tipografo olandese del secolo d'oro.

## Biografia
Nato nella provincia della Frisia, apprese l'arte dell'incisione da Abraham Bloteling. Nel 1672 accompagnò quest'ultimo a Londra.
Nel 1701 è documentata la sua presenza ad Amsterdam.
Si dedicò principalmente alla realizzazione di ritratti. Tra le sue opere più importanti citiamo i ritratti di Hendrik Dirksen Spieghel, borgomastro di Amsterdam (da un dipinto di Michiel van Limburg), di Franciscus Burman da Crijn van der Maes, dell'ammiraglio Cornelis Tromp da David van der Plas, di Anna Maria van Schurman, di Pieter van Staveren da Willem van Mieris e L'autunno e l'inverno da Gérard de Lairesse. 
Inoltre, realizzò illustrazioni di libri, come per il Titi Livii historiarum quod extat.
Utilizzò anche la tecnica della maniera nera. Il suo stile fu influenzato da Zacharias Blijhooft.